# Dugaldia pinetorum
Dugaldia pinetorum là một loài thực vật có hoa trong họ Cúc. Loài này được (Standl.) Bierner mô tả khoa học đầu tiên năm 1974.